# Desno Trebarjevo
Desno Trebarjevo falu Horvátországban, Sziszek-Monoszló megyében. Közigazgatásilag Martinska Ves községhez tartozik.

## Fekvése
Sziszek városától légvonalban 12, közúton 16 km-re északra, községközpontjától légvonalban 2, közúton 3 km-re északnyugatra, a Száva jobb partján fekszik. 

## Története
A település neve 1601-ben „Treberovu locus” néven bukkan fel először. 1773-ban az első katonai felmérés térképén „Dorf Trebarievo” alakban szerepel. Zágráb vármegye Sziszeki járásához tartozott. A Száva két partján fekvő település két részét csak a 19. század végén kezdik megkülönböztetni Desno, illetve Lijevo előtaggal.
1857-ben 484, 1910-ben 603 lakosa volt. 1918-ban az új szerb-horvát-szlovén állam, majd később Jugoszlávia része lett. A II. világháború idején a Független Horvát Állam része volt. A háború után a béke időszaka köszöntött a településre, enyhült a szegénység és sok ember talált munkát a közeli városokban. A falu 1991. június 25-én a független Horvátország része lett. 2011-ben 334 lakosa volt.

## Népesség
| Lakosság változása | Lakosság változása | Lakosság változása | Lakosság változása | Lakosság változása | Lakosság változása | Lakosság változása | Lakosság változása | Lakosság változása | Lakosság változása | Lakosság változása | Lakosság változása | Lakosság változása | Lakosság változása | Lakosság változása | Lakosság változása |
| ------------------ | ------------------ | ------------------ | ------------------ | ------------------ | ------------------ | ------------------ | ------------------ | ------------------ | ------------------ | ------------------ | ------------------ | ------------------ | ------------------ | ------------------ | ------------------ |
| 1857               | 1869               | 1880               | 1890               | 1900               | 1910               | 1921               | 1931               | 1948               | 1953               | 1961               | 1971               | 1981               | 1991               | 2001               | 2011               |
| 484                | 555                | 531                | 587                | 591                | 603                | 562                | 580                | 578                | 590                | 568                | 513                | 482                | 435                | 396                | 334                |

## Nevezetességei
Ante és Stjepan Radić horvát politikusok, a falu szülötteinek emlékműve.

## Kultúra
Braća Radić (Radić fivérek) közösségi ház.

## Híres emberek
- Antun Radić, horvát politikus és író, a horvát néprajzkutatás megalapozója.
- Stjepan Radić, horvát politikus, a Horvát Parasztpárt (Hrvatska Seljačka Stranka, HSS) megalapítója.
- Pavao Radić, horvát politikus.